# Friedenthál Zoltán
Friedenthál Zoltán (Budapest, 1981. április 5. –) magyar színész.

## Élete
1981-ben született. 2003-2007 között a Színház- és Filmművészeti Egyetem hallgatója volt, zenés színész szakon. 2007-től a Pintér Béla Társulatban dolgozott, mellette vállalt vendégszerepléseket is. 2022-től az Örkény Színház tagja.

## Fontosabb színházi szerepei
- Pintér Béla: Szívszakadtig (Orvos, Karcsi, Karcsi, Papa, Papa, Orvos) - 2016/2017
- William Shakespeare: Iii. Richárd (Ll. Gyilkos , London Lord Mayorja) - 2015/2016
- Markó Róbert - Tengely Gábor: A Csúnya Kacsa (A Csúnya Kacsa, A Csúnya Kacsa) - 2015/2016
- William Shakespeare: Szfentivánéji Álom (Zene) - 2015/2016
- Darvasi László: Adieu Paure Carneval (Szereplő) - 2015/2016
- Anton Pavlovics Csehov: Három Nővér (Prozorov Andrej Szergejevics, Prozorov Andrej Szergejevics) - 2014/2015
- Pintér Béla: Bárkibármikor (Krisztián, Krisztián) - 2014/2015
- Válasszunk Párt! (Szereplő, Szereplő) - 2013/2014
- De Sade: Justine (Zene) - 2013/2014
- Pintér Béla: Titkaink (Balla Bán István, Balla Bán István) - 2013/2014
- Blue Hotel (Szereplő, Szereplő) - 2012/2013
- Tankred Dorst: Merlin, Avagy Isten, Haza, Család (Szereplő, Szereplő, Szereplő) - 2012/2013
- Pintér Béla: A 42. Hét (Tamás, Tamás) - 2012/2013
- William Shakespeare: Ahogy Tetszik (Orlando, Néhai Sir Rowlnad De Boys Fia, Orlando, Néhai Sir Rowlnad De Boys Fia, Orlando, Néhai Sir Rowlnad De Boys Fia, Orlando, Néhai Sir Rowlnad De Boys Fia) - 2011/2012
- Pintér Béla: Kaisers Tv, Ungarn (Balázs Gábor, Balázs Gábor) - 2011/2012
- Pintér Béla: Tündöklő Középszer (Bölény, Bölény) - 2010/2011
- Korijolánus (Szereplő) - 2010/2011
- Bob Fosse - Fred Ebb - John Harold Kander: Chicago (Szereplő) - 2009/2010
- Pintér Béla: Szutyok (Attila) - 2009/2010
- Pintér Béla: Párhuzamos Óra (Trónörökös) - 2009/2010
- Pintér Béla: A Soha Vissza Nem Térõ (Hoffman, Hoffman) - 2008/2009
- Lőrinczy Attila: Celestina Avagy Calisto És Melibea Tragikomédiája (Calisto, Szerelmes Ifjú) - 2008/2009
- Pintér Béla: A Démon Gyermekei (Mónika, Zsuzsa néni lánya) - 2007/2008
- Friedrich Dürrenmatt: Az Öreg Hölgy Látogatása (Tanár) - 2007/2008
- Tovább Is Van... (Nathanaël, Kövér Ezékiel) - 2007/2008
- Pintér Béla: Az Őrült, Az Orvos, A Tanítványok És Az Ördög (Olasz Botond) - 2007/2008
- Carlo Goldoni: A Karnevál Utolsó Éjszakája (Baldissera, Legény) - 2006/2007
- Henrik Ibsen: A Vadkacsa (Vendég) - 2006/2007
- Győrei Zsolt - Schlachtovszky Csaba: Brontё-K (Brontë Anna, Leánya, Valójában Férfi) - 2005/2006
- Pintér Béla: A Sütemények Királynője (Lajos Bácsi, Lajos Bácsi) - 2004/2005

## Film és TV-s szerepei
- A renitens (magyar sorozat, 2025) ...Dénes
- Cicaverzum (magyar film, 2023) ...pap
- Pepe (magyar sorozat, 2023) ...Rabló
- Doktor Balaton (magyar sorozat, 2021) ...Pákai ügyvédje
- Mintaapák (magyar sorozat, 2020–2021) ...Nőgyógyász
- Tóth János (magyar sorozat, 2019) ...Nyámi
- Akcióhősök (magyar webepizód, 2018)
- A szomorú kacagány (magyar mesefilm, 2015)
- Remény  (magyar musical, 2015)
- Társas játék (magyar sorozat, 2013) ...Pincér
- A játék (magyar kisjátékfilm, 2013)
- Varázsfuvola (TV film)